# Église Saint-Cernin de Saint-Cernin
L'église Saint-Cernin est une église située en France sur la commune de Saint-Cernin (Cantal), en région Auvergne-Rhône-Alpes.

## Historique
Construite à la fin du XIIe ou au début du XIIIe siècle, l’église a connu plusieurs transformations : ajout d’un porche fortifié à la fin du XIVe siècle, surélévation et voûtement d’ogives avec six chapelles latérales au XVe siècle, réaménagements en 1606 (percée d’oculi), et importantes restaurations aux XIXe siècle, dont la reconstruction du clocher (1823) et la pose d’une voûte en brique (1880).

### Protection
L'église est inscrite au titre des monuments historiques par arrêté du 13 septembre 2019, et son clocher est inscrit par arrêté du 1er juin 1927.

## Description
L’église romane, à nef unique et chevet plat, est dominée à l’ouest par un clocher-mur et percée au sud par un portail orné de voussures sculptées. Elle conserve des modillons romans réemployés, certains figuratifs, visibles notamment au chevet et sur les chapelles sud. L’ensemble est voûté d’ogives, et des chapelles latérales ont été ajoutées au XVe siècle. Un porche fortifié surmonte le portail sud.